# Токмачова Тамара Володимирівна
Тама́ра Володи́мирівна Токмачо́ва (нар. 17 липня 1962, м. Луганськ) — українська тренерка зі стрибків у воду. Заслужений тренер України, заслужений працівник фізичної культури і спорту України.

## Життєпис
Народилася 17 липня 1962 року в Луганську. Закінчила Ворошиловградський педагогічний інститут (1983).
Займалася спортом, має звання майстра спорту СРСР зі спортивної гімнастики. Зі студентських років розпочала трудову діяльність тренеркою зі спортивної гімнастики в СК «Зоря» ДСТ «Авангард» заводу Жовтневої революції. У період 1981—1993 років тривало фахове становлення, працювала в Луганську. Згодом — тренерка зі стрибків у воду СК ДСТ «Гарт» управління Міністерства освіти та науки України (1993—2005). У період 2005—2021 років працювала головною тренеркою збірної команди України зі стрибків у воду.
Членкиня виконкому Федерації України зі стрибків у воду. Брала участь у телевізійному шоу «Вишка» (2013), яке сприяло популяризації стрибків у воду в Україні.
З січня 2022 року — віцепрезидентка спорту вищих досягнень Федерації України зі стрибків у воду.

## Результати
Підготувала 3  заслужених майстрів спорту, 8 майстрів спорту міжнародного класу та понад 10 майстрів спорту України. Серед її вихованців Марія Волощенко, Катерина Жук, Ганна Письменська, Ольга Леонова, Олександр Бондар, Олександр Горшковозов, Дмитро Меженський, Анастасія Недобіга.
Збірна команда України зі стрибків у воду здобула бронзову медаль на Іграх ХХІХ Олімпіади 2008 року в Пекіні (КНР) під керівництвом Тамари Токмачової. Їй призначено стипендію Кабінету Міністрів України, яку одержують видатні тренери, що забезпечують підготовку спортсменів до участі в Олімпійських та Паралімпійських іграх.

## Нагороди
- Орден княгині Ольги II ступеня (2017)
- Орден княгині Ольги III ступеня (2011)
- Почесне звання «Заслужений працівник фізичної культури і спорту України» (2008)
- Почесне звання «Заслужений тренер України» (2006)
- Почесна грамота Кабінету Міністрів України
- Подяка Кабінету Міністрів України
- Подяка НОК України
- Лауреатка премії «Жінка ІІІ тисячоліття» в номінації «Рейтинг» (2017)